# Juntos por el Futuro
Juntos por el Futuro (en italiano: Insieme per il Futuro, IpF) fue un grupo parlamentario centrista en la Cámara de Diputados italiana. Todos sus miembros fueron elegidos por el Movimiento Cinco Estrellas (M5S) en las elecciones generales de 2018, pero abandonaron el partido en junio de 2022, cuando el exlíder del movimiento, Luigi Di Maio, decidió formar su propio grupo político, tras las tensiones con Giuseppe Conte.

## Historia

### El grupo parlamentario
En 2022, crecieron las tensiones dentro del Movimiento Cinco Estrellas (M5S) entre el presidente del partido, Giuseppe Conte, y el exlíder del partido, Luigi Di Maio. Los dos principales representantes del movimiento se enfrentaron muchas veces, principalmente en torno a las políticas impulsadas por el gobierno de Mario Draghi, en el que Di Maio se desempeñó como ministro de Asuntos Exteriores. Los dos políticos discutieron también en el período previo a las elecciones presidenciales de 2022, durante las cuales Conte apoyó, junto con el líder de la Liga, Matteo Salvini, la candidatura de Elisabetta Belloni, duramente opuesta por Di Maio.
En junio de 2022, Conte se volvió particularmente crítico con el enfoque del gobierno sobre la guerra en Ucrania y el despliegue de ayuda militar al gobierno ucraniano; en cambio, Di Maio, como ministro de Relaciones Exteriores de Italia, lo defendió con firmeza. Di Maio también calificó al liderazgo del nuevo partido de "inmaduro", mientras que Conte y sus aliados más cercanos amenazaron con expulsar a Di Maio del movimiento. El 21 de junio, Di Maio, junto con varios diputados y senadores, abandonó el M5S, fundando su propio grupo político, conocido como Juntos por el Futuro (IpF). Durante una conferencia de prensa, Di Maio afirmó: "Tuvimos que elegir de qué lado de la historia pararnos. Los líderes del Movimiento Cinco Estrellas se arriesgaron a debilitar a Italia, poniendo al gobierno en dificultades por razones relacionadas con su propia crisis de consenso. Agradezco el movimiento por lo que ha hecho por mí, pero a partir de hoy comienza un nuevo camino”.
Al día siguiente, se constituyó oficialmente el grupo, con 51 diputados y 10 senadores que se sumaron al IpF. Además, dos miembros del Parlamento Europeo, Chiara Maria Gemma y Daniela Rondinelli, abandonaron el movimiento para unirse al nuevo partido.
El 30 de junio se formó el grupo autónomo en el Senado, gracias al uso del símbolo de Centro Democrático.

### Las elecciones generales de 2022 y la evolución a partido
El 1 de agosto de 2022, con vistas a las elecciones generales anticipadas al 25 de septiembre, Ipf lanzó, junto con Centro Democrático, el partido político Compromiso Cívico (Impegno Civico, IC),  que se unió a la coalición de centro-izquierda liderada por el Partido Democrático el 6 de agosto. Más tarde, IC llegó a acuerdos con Propuesta Socialista Democrática Innovadora e, inicialmente, con la Agenda Cívica Nacional, que, sin embargo, abandonó debido a desacuerdos sobre la formación de las listas.